# مساكنة (حكومة)

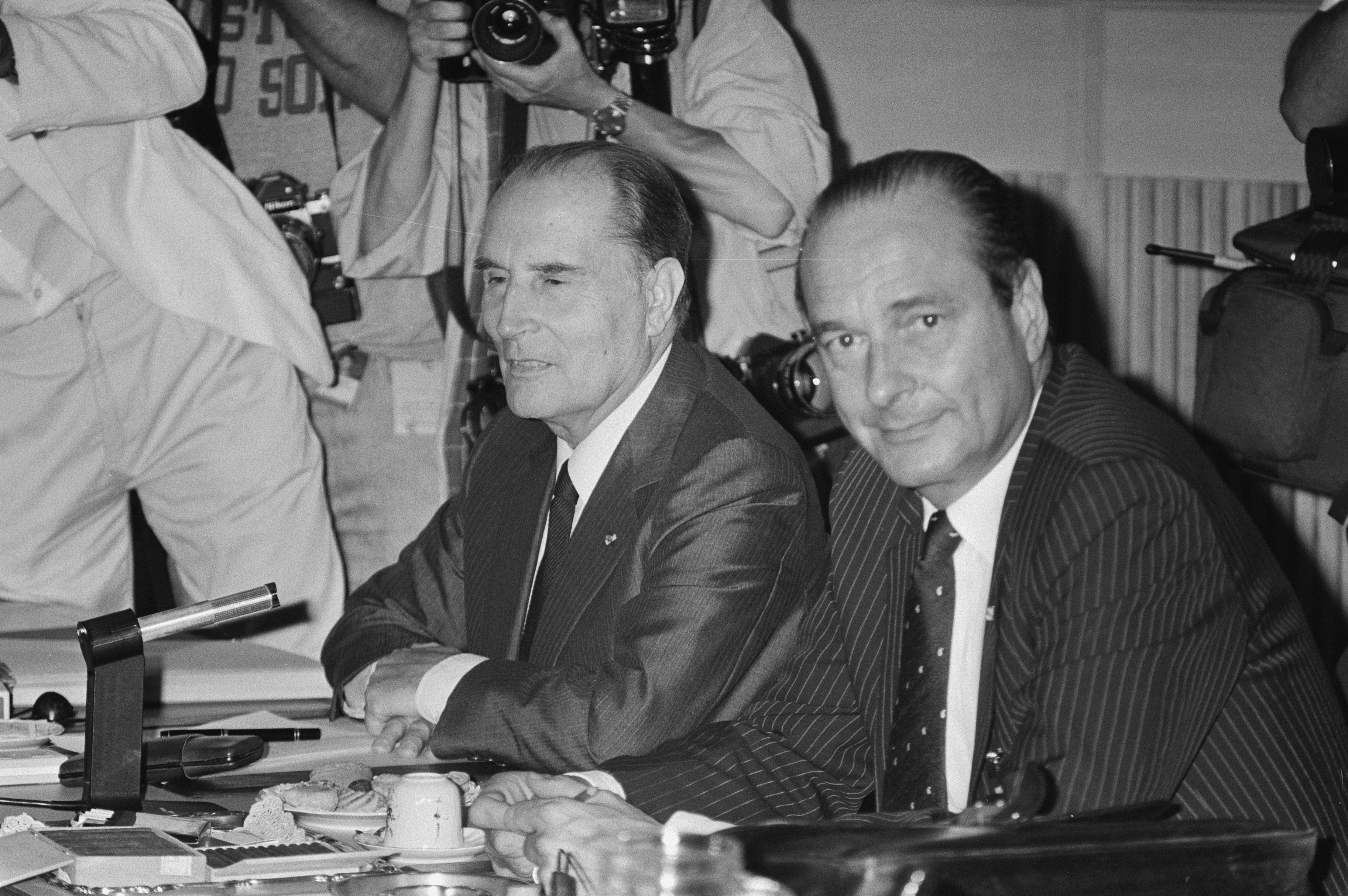
قمة مجموعة العمل الاقتصادي في لاهاي اجتماع وزراء الخارجية.

المساكنة هي شكل من أشكال الحكومة المنقسمة تتطلب وجود نظام شبه رئاسي مسبقاً كما في فرنسا مثالاً حيث يكون الرئيس من حزب سياسي مختلف عن الحزب الذي يضم غالبية نواب مجلس الشعب.سبب حدوث المساكنة إجبار النظام الحاكم الرئيس على تسمية رئيس وزراء بشرط أن يكون مقبولاً من حزب الأكثرية في مجلس الشعب وهكذا تنشأ المساكنة في هذه الحالة بسبب وجود ثنائية السلطة التنفيذية أي : رئيس مستقل ومنتخب بالإضافة أيضاً لوجود رئيس وزراء مُزكّى من قبل الإثنين الرئيس وحزب الأكثرية في مجلس الشعب.